# 陳華鑫
陳華鑫（Gloria Chan，1989年6月10日—），前香港無綫電視基本藝人合約女藝員，參選過2012年度香港小姐競選，如同其他落選港姐一樣，她入讀第26期無綫電視藝員訓練班並畢業。因在2014年《貓屎媽媽》飾演丁小美受到不少觀衆注目，2016年在文偉鴻執導網劇《性在有情》飾演女主角之妹妹，是其入行以來最多戲份的劇集。

## 演出作品

### 電視劇（無綫電視）
| 首播   | 劇名              | 角色                 |
| 2013年 | On Call 36小時II  | 護士                 |
| 2013年 | 貓屎媽媽          | 丁小美               |
| 2014年 | 愛·回家           | Mazie                |
| 2014年 | 愛我請留言        | 店舖職員             |
| 2014年 | 醋娘子            | 民眾                 |
| 2015年 | 天眼              | 阮家慧               |
| 2015年 | 愛·回家           | 洪楠                 |
| 2015年 | 陪著你走          | 護士Bathy            |
| 2015年 | 東坡家事          | 村民                 |
| 2016年 | 警犬巴打          | 年青姊妹花           |
| 2016年 | 潮流教主          | Gloria               |
| 2016年 | 愛·回家之八時入席 | 張慧儀（第47、67集） |
| 2016年 | 純熟意外          | 田靈                 |
| 2016年 | 完美叛侶          | Chili                |
| 2016年 | 城寨英雄          | 舞小姐               |
| 2016年 | 為食神探          | Rachel               |
| 2016年 | 巨輪II            | 歌手                 |
| 2016年 | 來自喵喵星的妳    | 郭佩儀               |
| 2016年 | 幕後玩家          | Don                  |
| 2016年 | 流氓皇帝          | 十六姨太             |
| 2017年 | 財神駕到          | 劉比蒂               |
| 2017年 | 乘勝狙擊          | Linda（第23、26集）  |
| 2017年 | 與諜同謀          | 記者                 |
| 2017年 | 愛·回家之開心速遞 | Emily（第21集）      |
| 2017年 | 賭城群英會        | 貨Van乘客（第1集）   |
| 2017年 | 雜警奇兵          | 記者（第6集）        |
| 2017年 | 降魔的            | 急症室護士（第1集）  |
| 2017年 | 溏心風暴3         | Daisy                |
| 2017年 | 誇世代            | Sonia                |
| 2017年 | 性在有情          | 林靜思               |
| 2018年 | 波士早晨          | 舞女（第8集）        |
| 2018年 | 翻生武林          | 妓女（第1、15集）    |
| 2018年 | 宮心計2深宮計     | 韓湘若               |
| 2018年 | 是咁的，法官閣下  | 潘琪                 |
| 2019年 | 好日子            | 秘書（第8集）        |
| 2019年 | 十二傳說          | 洪向純               |
| 2020年 | 降魔的2.0         | 急症室護士           |

### 電視節目（無綫電視）
- 《姊妹淘》
- 《今日VIP》
- 《香港小姐競選》
- 《瘋狂夏水禮》
- 《超級無敵獎門人 終極篇》
- 《Sunday扮嘢王》
- 《廠出新天地》
- 《男人食堂》
- 2019年：1+1的派對

### 音樂錄像（MV）
| 年份 | 演唱者    | 歌名                               |
| 2017 | C AllStar | 一刻戀上（私人屋苑海之戀主題歌曲） |

## 相關報道
- 陳華鑫學唱歌攻《星夢》 （页面存档备份，存于）
- 陳華鑫做「獎門人」學搞氣氛 （页面存档备份，存于）

## 外部連結
- 陳華鑫的新浪微博
- 陳華鑫的Facebook專頁
- 陳華鑫的Instagram帳戶